# George P. L. Walker
George Patrick Leonard Walker (* 2. März 1926 in Harlesden, London; † 17. Januar 2005) war ein britischer Vulkanologe. Seine wissenschaftliche Arbeit, vor allem in den 1960er und 1970er Jahren, hatte entscheidenden Einfluss auf den Wandel der Vulkanologie von einer rein beschreibenden in eine quantitative Wissenschaft.

## Leben
Walker wuchs in London und Nordirland auf. Nach dem Besuch der Wallace Highschool in Lisburn studierte er Geologie an der Queen’s University in Belfast und erwarb den Doktorgrad im Fach Mineralogie der University of Leeds. 1954 begann er als Dozent am Imperial College in London und erwarb sich rasch einen wissenschaftlichen Ruf durch seine Studien an isländischen Zeolithmineralen. Die Ergebnisse aus Island spielten eine Rolle bei der Entwicklung der Theorie der Plattentektonik, und Walker wurde später für seine Verdienste bei der Erforschung der Entstehung Islands mit dem Falkenorden geehrt.
Als Kollege von John G. Ramsay, John Sutton und Janet Watson am Imperial College beschäftigte Walker sich mit Vulkanen und Vulkanausbrüchen, so am Ätna, in den indischen Dekkan-Trapps, auf den Azoren, den Kanarischen Inseln, in Italien und an anderen Orten. Neben dem Studium von Lavaströmen und Vulkanformen sowie der Einschätzung von Gefahren durch Vulkane standen vor allem pyroklastische Ströme im Zentrum seiner Forschung, und er wies nach, dass Art und Stärke von Vulkanausbrüchen anhand der Mächtigkeit und der Verteilung der Korngrößen solcher pyroklastischer Ablagerungen abgeleitet werden können.
Walker verließ 1978 das Imperial College und trat eine Forschungsstelle an der University of Auckland in Neuseeland an. In der Folgezeit konnte er Erkenntnisse über einige bemerkenswert explosive prähistorische Vulkanausbrüche von North Island gewinnen und unternahm ausgedehnte Forschungsarbeiten am Vulkan Taupō. Seine letzte akademische Stelle war der Gordon McDonald-Lehrstuhl für Vulkanologie an der University of Hawaii, die er bis zu seiner Emeritierung 1996 innehatte. In dieser Zeit erforschte er die Entstehung von Basaltvulkanen wie den Hawaii-Inseln und das Verhalten fließender Lava und unternahm ausgedehnte Forschungsarbeiten am Toba-Vulkan.
Nach der Rückkehr in das Vereinigte Königreich ließ er sich in Gloucester nieder und hielt eine Ehrenposition der University of Bristol. Walker war verheiratet und hatte zwei Kinder, eine Tochter und einen Sohn.

## Ehrungen
1975 wurde er zum Fellow of the Royal Society gewählt. 1977 erhielt er den isländischen Falkenorden und 1982 die Lyell-Medaille der Geological Society of London. Er war seit 1987 Honorary Fellow der Royal Society of New Zealand, und hielt seit 1988 sowohl ein Ehrendoktorat der Universität Island als auch eines der University of New Zealand, und wurde im gleichen Jahr Fellow of the American Geophysical Union. 1989 verlieh ihm die IAVCEI, der Weltverband der Vulkanologen, die Thorarinsson-Medaille, und 1995 wurde er mit der Wollaston-Medaille der Geological Society of London ausgezeichnet.